# Linocarpon longisporum
Linocarpon longisporum är en svampart som beskrevs av K.D. Hyde 1992. Linocarpon longisporum ingår i släktet Linocarpon, klassen Sordariomycetes, divisionen sporsäcksvampar och riket svampar.   Inga underarter finns listade i Catalogue of Life.